# Exxon Valdez
Dong Fang Ocean, anteriormente conocido como Exxon Valdez, Exxon Mediterranean, SeaRiver Mediterranean, S/R Mediterranean y Mediterranean, fue un buque petrolero que cobró relevancia tras encallar el 24 de marzo de 1989 en la bahía del Príncipe Guillermo vertiendo 40 900 m³ (257 000 barriles) de petróleo en la costa de Alaska mientras era propiedad de ExxonMobil. Este es el segundo mayor derrame petrolífero de la historia de Estados Unidos y en 1989 fue considerado el 54.º mayor derrame de la historia.

## Historia

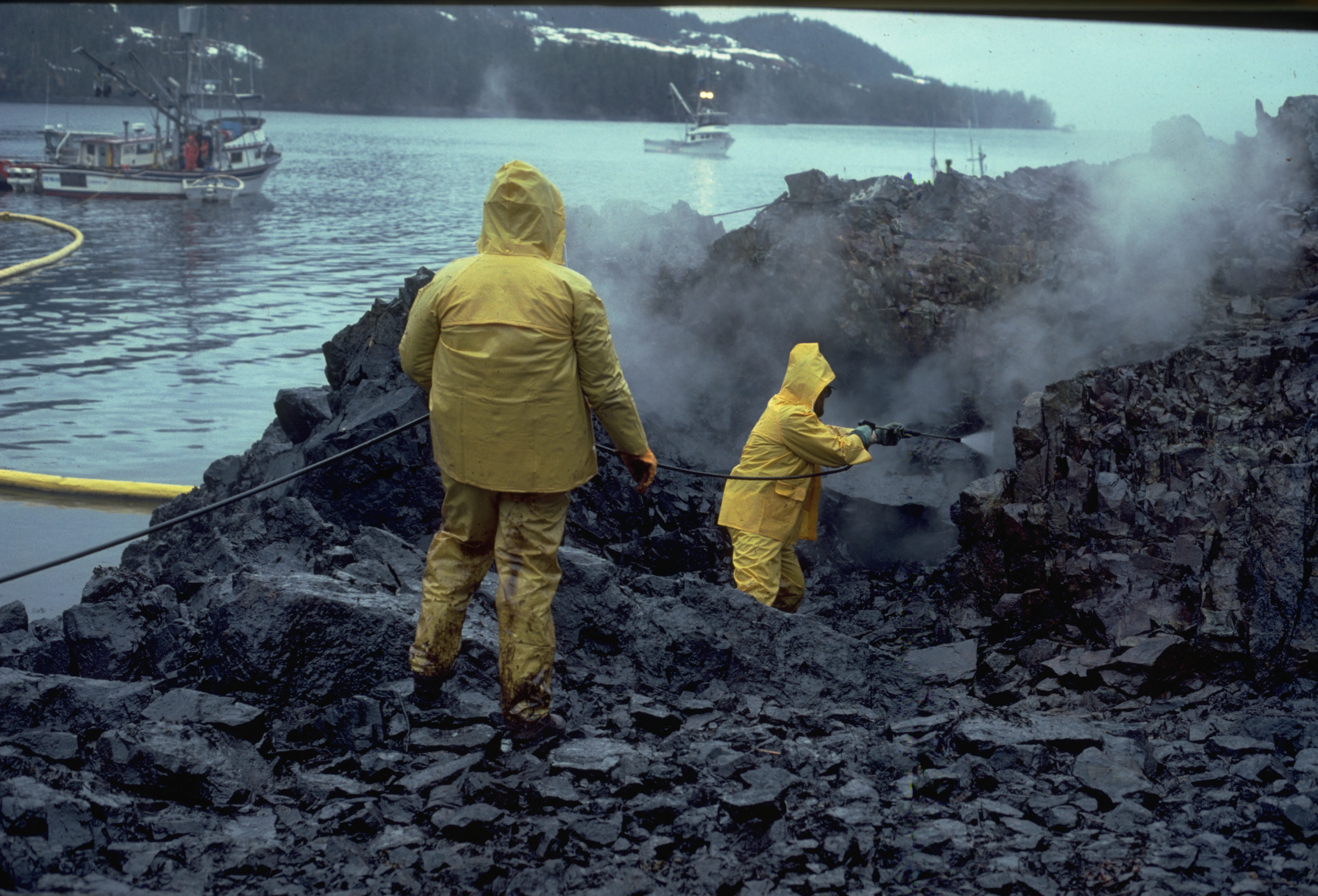
Limpiando la costa, luego de la marea negra provocada por el petrolero Exxon Valdez.

Tras el accidente fue reparado y pasó de llamarse Exxon Valdez a Exxon Mediterranean. Cuando en los años 90 Exxon traspasó la nave a una compañía subsidiaria (SeaRiver Maritime Inc) el buque pasó a llamarse SeaRiver Mediterranean abreviado como S/R Mediterranean y finalmente Mediterranean a partir de 2005. Exxon intentó que la nave volviera a formar parte de su flota estadounidense sin éxito, pues el barco tenía prohibido volver a Prince William Sound. Por ello el buque se usó en Europa, Oriente Medio y Asia. En 2002 la nave volvió a ser retirada de servicio.
En 2005 comenzó a operar de nuevo con bandera de conveniencia de las Islas Marshall. Para entonces, la legislación europea había prohibido la entrada en puertos europeos a los petroleros monocasco (como el Exxon Valdez). En consecuencia, el buque sólo pudo continuar en servicio en Asia.
A principios de 2008 SeaRiver Maritime vendió el Mediterranean a una empresa naviera ubicada en Hong Kong: Hong Kong Bloom Shipping Ltd., la cual renombró de nuevo el barco como Dong Fang Ocean bajo bandera de Panamá. En 2008 la nave fue remodelada, y de petrolero pasó a ser utilizado para el transporte de mineral de hierro.
El 30 de julio de 2012, la corte suprema de la India dio permiso a sus propietarios para embarrancarlo en la costa de Guyarat para su desmantelamiento. Fue embarrancado en Alang el 2 de agosto de 2012.

## El Exxon Valdez en la cultura popular

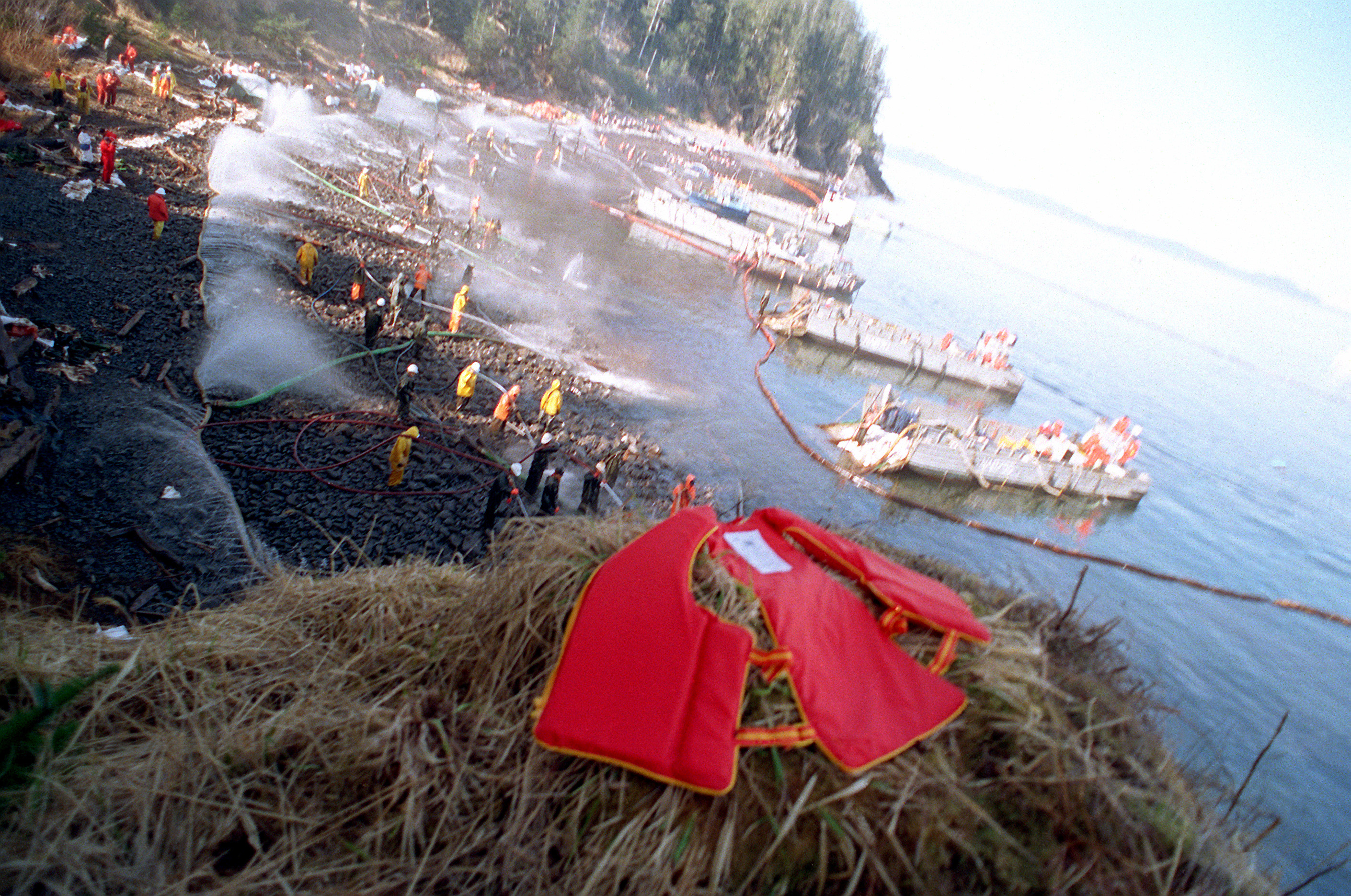
Barcos de la Armada de Estados Unidos anclados, mientras personal civil y de la Marina utilizan mangueras durante los esfuerzos de limpieza en la isla Smith, en Alaska.

En la película "Waterworld" se ve que "los humeantes" (Smokers en la versión original en inglés), una comunidad de malvados liderados por "El Diácono" (interpretado por Dennis Hopper), viajan en un vetusto barco petrolero que aún lleva en sus bodegas algo de petróleo y se propulsa con remos. Si bien en la película "El Diácono" se dirige a su gente cada vez que les habla como "habitantes de la nave", hacia el final de la película el buque es hundido y se aprecia en su popa, cuando va camino al fondo, el nombre "Exxon Valdez".
En el capítulo 'The one with Rachel's new dress' de la aclamada serie Friends, Phoebe debe elegir un nombre para su sobrino. Phoebe dice que quiere un nombre 'fuerte' como Exxon, a lo que Chandler le responde, siendo sarcástico,'al chico Valdez le funcionó'
En el capítulo 'The Birdbot of Ice-Catraz' de la serie Futurama, emitido originalmente el 4 de marzo de 2001, el equipo de protagonistas deberá remolcar al "Juan Valdez", un super tanque lleno de "sabrosa materia oscura colombiana", a través de una zona de reserva ambiental de pingüinos en Plutón. Esto en clara referencia al Exxon Valdez.